# Astragalus piutensis
Astragalus peterfii — вид квіткових рослин з родини бобових (Fabaceae). Ареал охоплює такі країни: США (Юта, Невада).

## Середовище
Це багаторічний чагарник, що росте на сухих гравійних схилах серед полину, в ялівцевих або кедрових лісах, заростях дубово-кленових угруповань. Висоти: 1700–2200 метрів. Наразі серйозних загроз для виду немає.